# گل‌تپه‌قورمیش
کلتپه قرمیش، روستایی از توابع بخش سیمینه شهرستان بوکان در استان آذربایجان غربی ایران است.

## جمعیت
این روستا در دهستان بهی دهبکری قرار دارد و براساس سرشماری مرکز آمار ایران در سال ۱۳۸۵، جمعیت آن ۳۳۰ نفر (۶۱ خانوار) بوده‌است.